# デヴィッド・ホワイト
デヴィッド・ホワイト（David White,  1916年4月4日 - 1990年11月27日）は、アメリカ合衆国の俳優である。

## 来歴
1916年、コロラド州のデンバーに生まれる。その後一家でペンシルベニア州へ移住し、高校を卒業後はカリフォルニア州に渡り、ロサンゼルス・シティー・カレッジへ入学した。その頃にパサデナを拠点とする劇団「パサデナ・プレイハウス」とオハイオ州を拠点とする劇団「クリーヴランド・プレイハウス」で演技を開始。第二次世界大戦中にはアメリカ海軍へ従軍するが、終戦後はブロードウェイ舞台で再び演劇界に戻った。
1950年代からテレビでキャリアをスタートさせ、様々な作品に出演。1957年にトニー・カーティス主演の『成功の甘き香り』でノークレジットながら映画デビューも果たし、1960年にはジャック・レモン、シャーリー・マクレーン主演のコメディ映画『アパートの鍵貸します』などへも出演。順調に俳優としての地位を確立している。彼のキャリアの中でも特に知られている出演作としてテレビドラマシリーズの『奥さまは魔女』があり、ホワイトはディック・ヨーク演じる主人公ダーリンが勤める広告代理店の社長で上司のラリー・テイトを演じて人気を博した。

### 死去
1990年、カリフォルニア州ロサンゼルスのノース・ハリウッドにて心臓発作のため死去。74歳だった。

## 出演作品

### 映画
- The Vision of Father Flanagan (1952) ※テレビ映画
- Lincoln's Little Correspondent (1953) ※テレビ映画
- 成功の甘き香り Sweet Smell of Success (1957)
- The Goddess (1958)
- アパートの鍵貸します The Apartment (1960)
- ルーズベルト物語 Sunrise at Campobello (1960)
- おとぼけ先生 The Great Impostor (1961)
- Madison Avenue (1961)
- The Lollipop Cover (1965)
- The Red, White, and Black (1970)
- 雪だるま超特急 Snowball Express (1972)
- 600万ドルの男 The Six Million Dollar Man: The Solid Gold Kidnapping (1973) ※テレビ映画
- Twin Detectives (1976)
- ハッピーフッカー3/風俗軍団首都侵攻 The Happy Hooker Goes to Washington (1977)
- ファスト・フォワード Fast Forward (1985)
- This Wife for Hire (1985)
- マイナーブラザーズ 史上最大の賭け事 Brewster's Millions (1985)

### テレビドラマ
- The Ford Theatre Hour (1949)
- クラフト・テレビジョン・シアター Kraft Television Theatre (1953, 1955, 1957, 1958)
- スタジオ・ワン Studio One (1954, 1956)
- Appointment with Adventure (1956)
- アルコア・アワー The Alcoa Hour (1956, 1957)
- Men of Annapolis (1957)
- アルコア・シアター Alcoa Theatre (1959)
- 世にも不思議な物語 One Step Beyond (1959)
- マーカム Markham (1959)
- ヒッチコック劇場 Alfred Hitchcock Presents (1959)
- プレイハウス90 Playhouse 90 (1959)
- R.C.M.P. (1959)
- Mr.ラッキー Mr. Lucky (1959)
- アンタッチャブル The Untouchables (1959, 1960)
- 西部の男パラディン Have Gun - Will Travel (1959, 1961, 1962)
- The Unforeseen (1960)
- ピーター・ガン Peter Gunn (1960)
- ボナンザ Bonanza (1960)
- Hotel de Paree (1960)
- ローリング20 The Roaring 20's (1960)
- コロナド9 Coronado 9 (1960)
- ミステリー・ゾーン Twilight Zone (1960, 1962)
- ペリー・メイスン Perry Mason (1960, 1963)
- 私立探偵マイケル・シェーン Michael Shayne (1961)
- Peter Loves Mary (1961)
- パパ大好き My Three Sons (1961)
- アスファルト・ジャングル The Asphalt Jungle (1961)
- チェックメイト Checkmate (1961)
- ダイヤル7000 Tallahassee 7000 (1961)
- Target: The Corruptors (1961)
- 拳銃街道 Tales of Wells Fargo (1961)
- サーフサイド6 Surfside 6 (1961, 1962)
- ハワイアン・アイ Hawaiian Eye (1961, 1962)
- 特捜官ニック・ケイン Cain's Hundred (1962)
- サーカス西部を行く Frontier Circus (1962)
- 西部のチャンピオン Stoney Burke (1962)
- とつげき!マッキーバー McKeever & the Colonel (1962, 1963)
- サンセット77 77 Sunset Strip (1962, 1963)
- バージニアン The Virginian (1963)
- The Dakotas (1963)
- The Lieutenant (1963)
- Mr.ノバック Mr. Novak (1963)
- 逃亡者 The Fugitive (1963)
- Glynis (1963)
- アルフレッド・ヒッチコック・アワー The Alfred Hitchcock Hour (1963, 1964)
- バークにまかせろ Burke's Law (1964)
- 大冒険 The Great Adventure (1964)
- すてきなケティ The Farmer's Daughter (1964)
- ブラボー火星人 My Favorite Martian (1964)
- スラッタリー物語 Slattery's People (1964)
- 頭上の敵機 12 O'Clock High (1964)
- 奥さまは魔女 Bewitched (1964 - 1972)
- スパイ大作戦 Mission: Impossible (1972)
- Temperatures Rising (1972)
- 恋愛専科 Love, American Style (1973)
- 名探偵バナチェック Banacek (1973)
- 特捜隊アダム12 Adam-12 (1973)
- ルーム222 Room 222 (1973)
- おかしな二人 The Odd Couple (1973)
- 刑事コジャック Kojak (1974)
- 探偵キャノン Cannon (1974, 1975)
- 女刑事ペパー Police Woman (1974, 1976)
- The Manhunter (1975)
- Medical Story (1975)
- 刑事コロンボ 『仮面の男』 Columbo (1975)
- サンフランシスコ捜査線 The Streets of San Francisco (1976)
- ロックフォードの事件メモ The Rockford Files (1976)
- What's Happening!! (1976)
- メアリー・タイラー・ムーア Mary Tyler Moore (1977)
- スパイダーマン The Amazing Spider-Man (1977)
- ラブ・ボート The Love Boat (1978)
- ワンダーウーマン Wonder Woman (1979)
- 超人ハルク The Incredible Hulk (1981)
- Dr.刑事クインシー Quincy M.E. (1981, 1982)
- 女刑事キャグニー&レイシー Cagney & Lacey (1985)
- 探偵レミントン・スティール Remington Steele (1985)
- ダラス Dallas (1985, 1986)
- 特攻野郎Aチーム The A-Team (1986)
- リップタイド探偵24時 Riptide (1986)
- ダイナスティ Dynasty (1986)